# Podbrezová
Podbrezová (in tedesco Unterbries; in ungherese Zolyombrezó) è un comune della Slovacchia facente parte del distretto di Brezno, nella regione di Banská Bystrica.

## Storia
Il villaggio è sorto nel 1884 come importante centro industriale, vocazione che caratterizza tuttora la sua economia.
Del comune di Podbrezová fanno parte le frazioni di Lopej (in tedesco Lopper; in ungherese Lopér) e di Štiavnička (in tedesco Schebnitz; in ungherese Sevnice).